# 情報パレッと!
『Life Cosmetics 情報パレッと!』（ライフコスメティックス じょうほうパレッと）は、2009年3月30日から2011年3月26日まで中京テレビで放送された広報番組。

## 概要
リポーターが広告主企業の社屋や店舗を訪れて社内の営業担当者から話を伺っていたミニ番組で、過去に中京テレビで放送されていた『インフォメーション・スポット』がタイトルと放送時間だけを変えて再スタートしたものである。
番組の終了後、同枠では替わって『"PUSH!"』（プッシュ、二重引用符も番組名込み）という後継番組が放送されている。

## 放送時間
いずれもJST。いずれも番組表上での表記を基にしているが、実尺は1分45秒だった。また、以下に挙げたのは番組表上でも存在が確認可能なものであるが、番組はこの他に『おもいッきりDON!ナゴヤ』や『ラッキーブランチ!!』の内包番組としても放送されていた。

### 金曜深夜放送分
- 金曜 25:30 - 25:35 （2009年10月 - 2010年3月）
- 金曜 25:53 - 25:58 （2010年4月 - 2011年3月）

### 土曜午前放送分
- 土曜 11:40 - 11:45 （2009年4月 - 2010年3月）
- 土曜 11:40 - 11:43 （2010年4月 - 2011年3月）

## 出演者
- 安西七夏
- 恒川真梨子
- 榎原杏奈
- 河瀬鮎美
- 纐纈みさき
- 杉山季世
- 伊藤よしの